# Neusticomys ferreirai
Neusticomys ferreirai é uma espécie de roedor da família Cricetidae. Endêmica do Brasil, onde pode ser encontrada no estado do Mato Grosso.